# Sakpata

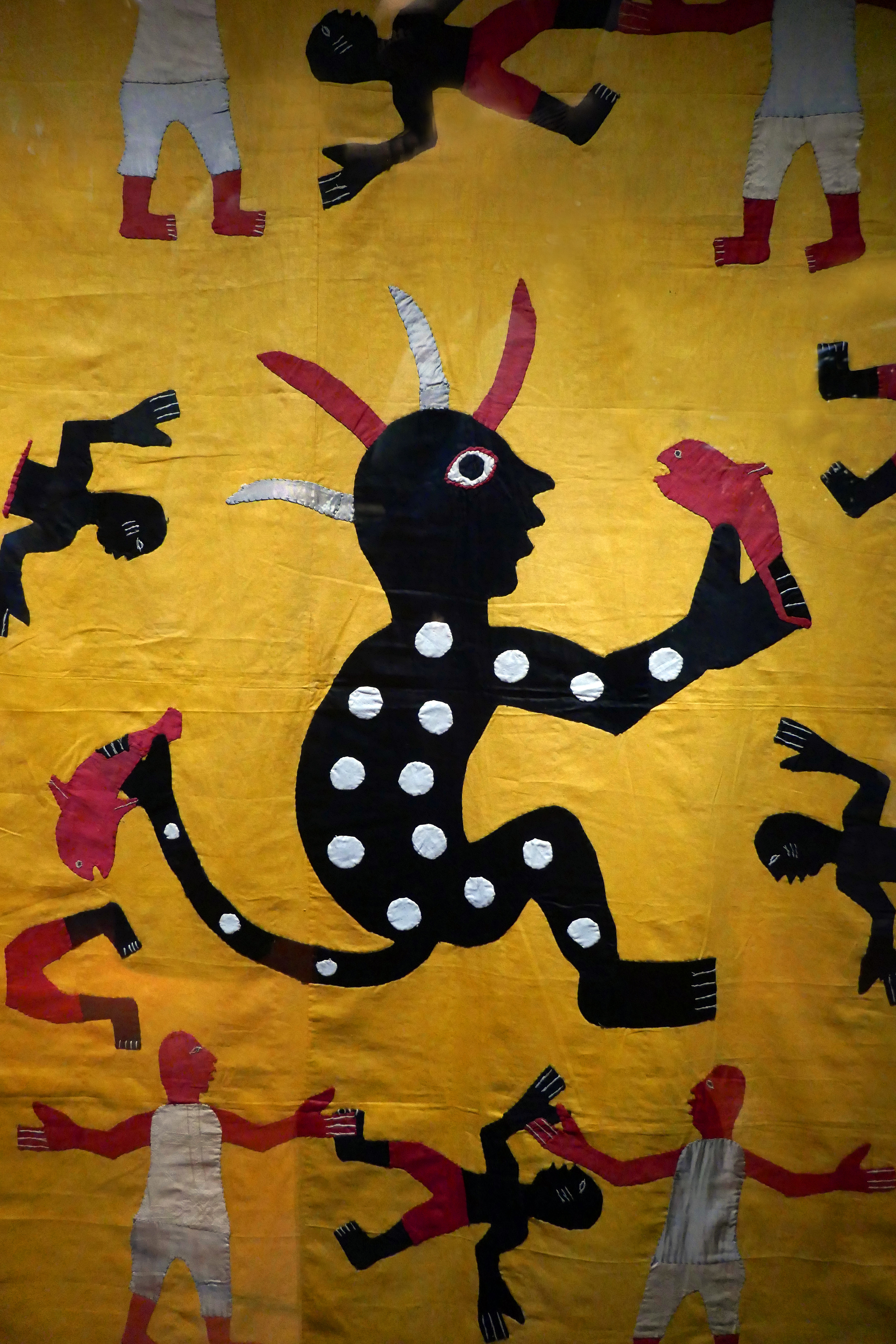
Imagen del Dios Sakpata dios de la viruela. Imagen cortesía de Ji-Elle.

Sakpata, también conocido como  Shakpana o Sagbata es el dios u orisha de la viruela, hijo de Yemaja, en la mitología yoruba de África. Se trata de uno de los referentes religiosos más importantes para los habitantes de la República de Benín.
Según otra fuente,[cita requerida] es el vodún (‘deidad’) de la tierra en las religiones de los pueblos fon y ewe, de África Occidental. También sería conocido como Azonwănnɔ. Su culto es de mucha importancia, y se considera el equivalente del Orishá Soponá de los yoruba, por quienes es más conocido como Babaluayé.